# Jocurile Paralimpice

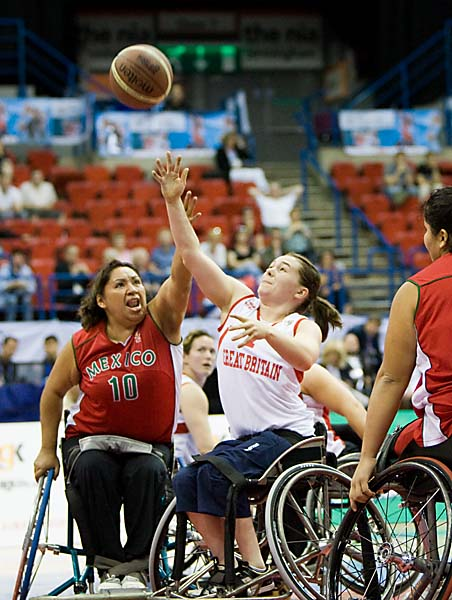
Baschet în fotoliu rulant

Jocurile Paralimpice (engleză: Paralympics) sunt Jocurile Olimpice pentru sportivii cu dizabilități. Există Jocurile Paralimpice de iarnă și de vară. 
Primele competiții sportive paralimpice au avut loc pentru sportivi în fotolii rulante în anul 1948, paralel cu Jocurile Olimpice. După 1960 Jocuri Paralimpice au fost organizate în mod regulat, începând din anul 1992 ele desfășurându-se la trei săptămâni după Jocurile Olimpice de vară, în același loc ca acestea. 
Toate Jocurile Paralimpice sunt guvernate de Comitetul Paralimpic Internațional (IPC).
Primele Jocuri Paralimpice de iarnă s-au organizat în Suedia în anul 1976. Și acestea au câștigat cu timpul popularitate, la a IX-a ediție a lor la Torino participând vreme de 10 zile circa 600 sportivi la cinci discipline: schi alpin, schi fond, biatlon, hochei și curling. Această din urmă competiție a fost urmărită de 200.000 de spectatori. 
Jocurile Paralimpice sunt organizate în paralel și într-un mod similar cu Jocurile Olimpice. Jocurile Mondiale Special Olympics, recunoscute de CIO, incluzând sportivi cu dizabilități intelectuale (deși din 1992, persoanele cu dizabilități intelectuale participă și la Jocurile Paralimpice), iar Jocurile Olimpice cu surzitate organizate din 1924 sunt exclusiv pentru sportivii surzi. 
Având în vedere varietatea mare de dizabilități ale parasportivilor, există mai multe categorii în care aceștia concurează. Dizabilitățile admisibile sunt împărțite în zece tipuri de deficiențe eligibile: afectarea puterii musculare, deficiența pasivă a mișcării, deficiența membrelor, diferența de lungime a picioarelor, statură mică, hipertonie, tulburări de vedere și deficiență intelectuală.. Aceste categorii sunt împărțite în continuare în diferite subcategorii.

## Jocurile Paralimpice

### Jocurile de vară

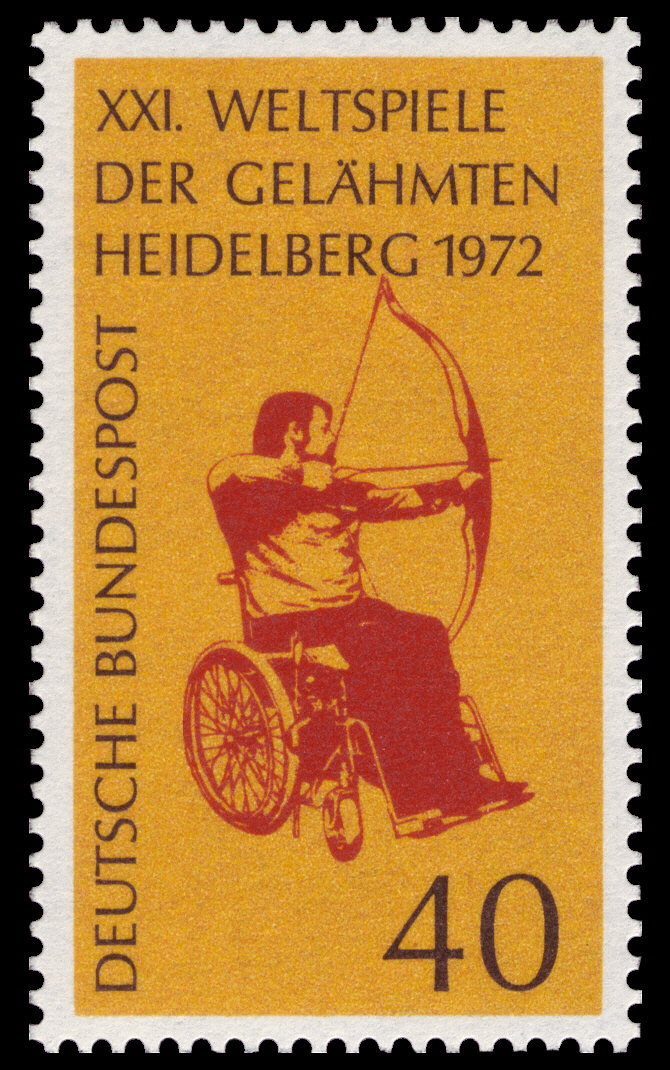
Jocurile Paralimpice din 1972 în Heidelberg

| Anul | Locul                       | Țara gazdă    |
| ---- | --------------------------- | ------------- |
| 1960 | Roma                        | Italia        |
| 1964 | Tokyo                       | Japonia       |
| 1968 | Tel Aviv                    | Israel        |
| 1972 | Heidelberg                  | Germania      |
| 1976 | Toronto                     | Canada        |
| 1980 | Arnhem                      | Țările de Jos |
| 1984 | Stoke Mandeville & New York | Statele Unite |
| 1988 | Seul                        | Coreea de Sud |
| 1992 | Barcelona                   | Spania        |
| 1996 | Atlanta                     | Statele Unite |
| 2000 | Sydney                      | Australia     |
| 2004 | Atena                       | Grecia        |
| 2008 | Beijing                     | China         |
| 2012 | Londra                      | Regatul Unit  |
| 2016 | Rio de Janeiro              | Brazilia      |
| 2020 | Tokyo                       | Japonia       |

## Disciplinele sportive

### Jocurile de vară
- Arc
- Atletism
- Ciclism
- Călărie
- Fotbal
- Iudo
- Haltere
- Canotaj
- Tir sportiv
- Natație
- Tenis de masă
- Volei
- Baschet specific persoanelor cu dizabilități
- Scrimă
- Rugby
- Tenis de câmp

### Jocurile de iarnă
- Schi alpin
- Combinata de nord
- Hochei pe gheață
- Curling
- Biatlon